# Космос-2287
Космос-2287 је један од преко 2400 совјетских вјештачких сателита лансираних у оквиру програма Космос.
Космос-2287 је лансиран са космодрома Тјуратам, Бајконур, Казахстан, 11. августа 1994. Ракета-носач Протон-К је поставила сателит у орбиту око планете Земље. Маса сателита при лансирању је износила 1400 килограма. Космос-2287 је био ГЛОНАСС навигациони сателит.